# Manuel Wallner
Manuel Wallner (Klagenfurt, 25 ottobre 1988) è un calciatore austriaco, difensore del Klagenfurter AC.

## Carriera

### Club
Nell'estate del 2009 passa all'Austria Vienna con la quale gioca solo 4 partite nella squadra maggiore. 
Nel 2012 si trasferisce al Wiener Neustadt dove rimane per due anni, trovando più continuità.
Nel 2014 viene acquistato dall'Austria Klagenfurt; torna così nella città che lo aveva lanciato.